# Обявяване на Руско-турската война (1877 – 1878)
Руско-турската война (1877 – 1878) е обявена на 12 / 24 април 1877 г.. Сутринта на 12 / 24 април 1877 г. в гр. Кишинев император Александър II
подписва подготвения от канцлера княз Александър Горчаков „Манифест за обявяване война на Османската империя“. Това става възможно след Лондонския протокол на Великите сили, Райхщадското споразумение между Русия и Австро-Унгария и Будапещенската конвенция. След молебен в градската катедрала е устроен преглед на руски военни части: XIV Пехотна дивизия, XI Квалерийска дивизия и две дружини на Българското опълчение. Киевския и Хотински епископ Павел прочита Манифеста. Последвалия парад на войските е командван от генерал-майор Михаил Драгомиров. Руските посланици в столиците на европейските велики сили правят достояние правителствения циркуляр на княз Горчаков относно съдържанието на Манифеста и правилата, от които Русия ще се ръководи в отношенията си към неприятеля и неутралните държави. В Манифеста за пръв път като непосредствена цел е заявено възстанавяването на българската държавност. Публикувано е възвание към жителите на Румънското княжество. В същия ден е издадена заповед към Руската армия.